# Pat Martino

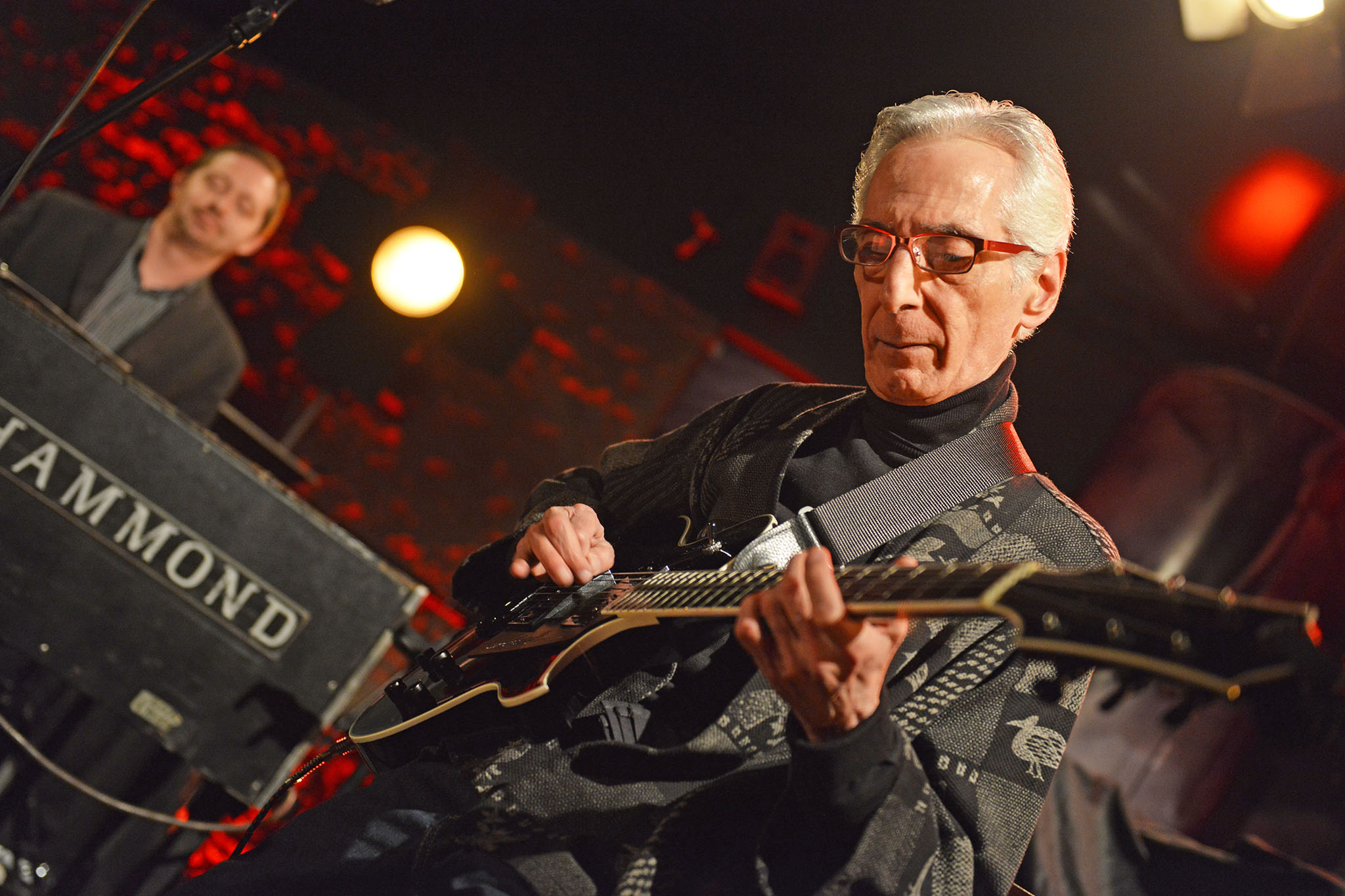
Pat Martino na Bielskiej Zadymce Jazzowej, 2014

Pat Martino, właśc. Patrick Carmen Azzara (ur. 25 sierpnia 1944 w Filadelfii, zm. 1 listopada 2021 tamże) – amerykański gitarzysta jazzowy i kompozytor pochodzenia włoskiego; związany z takimi stylami jak: post bop, fusion, mainstream jazz, soul jazz i hard bop.

## Życiorys
Urodził się jako Pat Azzara w południowej części Filadelfii, Pensylwania, Stany Zjednoczone. Już w wieku 15. lat grał jako zawodowy muzyk. W początkach swojej kariery koncertował i nagrywał z takimi muzykami jak Willis Jackson i Eric Kloss. Często towarzyszył ze swoją gitarą organistom jazzowym; wśród nich byli: Charles Earland, Jack McDuff, Trudy Pitts, Jimmy Smith, Gene Ludwig, Don Patterson, Richard „Groove” Holmes. W latach sześćdziesiątych i siedemdziesiątych uczestniczył w wielu sesjach nagraniowych jako muzyk studyjny, ale nagrywał również pod swoim własnym nazwiskiem.
W 1980 został poddany operacji mózgu. Interwencja chirurgów polegała na usunięciu tętniaka, który mógł doprowadzić do śmierci artysty. W wyniku operacji niemal całkowicie stracił pamięć. Amnezja objęła również umiejętność gry na gitarze oraz wszystko to, co do tej pory było w jego życiu związane z muzyką. Po pewnym czasie, po wielu spotkaniach i rozmowach z przyjaciółmi, których początkowo nie poznawał, pamięć częściowo wróciła. Jednak nie w części związanej z muzyką. Nie był tym tematem zainteresowany, mimo dość dużej presji ze strony rodziny (ojciec bardzo często odtwarzał w domu stare nagrania Pata). Martino wyjechał nawet ze Stanów, jednak na prośby ojca powrócił. Zaczął ćwiczyć grę na gitarze i w 1987 nagrał nawet płytę zatytułowaną The Return.
Choroba, a potem śmierć rodziców pogorszyła jego stan zdrowia. Jakiś czas spędził nawet w szpitalu na oddziale zamkniętym. W ramach terapii lekarze zalecili mu pracę z komputerem. Na Macintoshu Apple 128K, który otrzymał, zainstalowany był prosty program muzyczny. Bez obciążeń psychicznych, bez myśli o konieczności kontynuowania muzycznej kariery grał dla przyjemności, bawił się dźwiękami. Jak się okazało, to właśnie była właściwa droga do odzyskania utraconych obszarów pamięci.
Pat Martino powrócił do muzyki, nagrywał kolejne płyty.
Jego żona, Ayako Asahi Azzara, pochodziła z Japonii.
W 2004 czytelnicy Downbeat Magazine wybrali go Gitarzystą Roku. Od 2007 Pat Martino koncertował już po całym świecie. Zaprzestał koncertowania w 2018 po wycieczce po Włoszech w listopadzie 2018 roku, gdzie nabawił się przewlekłej choroby płuc.
Pod koniec życia założył własną wytwórnię płytową APM Records.
Zmarł 1 listopada 2021 w południowej Filadelfii w wyniku przewlekłego zaburzenia oddechowego.

## Dyskografia
- Pat Martino (1966), Vanguard Records (niewydany)
- El Hombre (1967), Prestige Records|Prestige
- Strings! (1967), Prestige
- East! (1968), Prestige
- Baiyina (The Clear Evidence) (1968), Prestige
- Desperado (1970), Prestige
- Footprints (1972), 32 Jazz
- The Visit (1972), Cobblestone
- Live! (1972), Muse Records
- Head & Heart: Consciousness/Live (1972), 32 Jazz
- Essence (1973), Muse
- Consciousness (1974), Muse
- Starbright (1976), Warner Bros. Records
- Joyous Lake (1976), Warner Bros.
- Exit (1977), Muse – MR 5075, nagrany 10 lutego 1976
- The Return (1987), Muse
- The Maker (1994), Evidence
- Interchange (1994), Muse
- Night Wings (1996), Muse
- Cream (1997), 32 Jazz
- All Sides Now (1997), Blue Note Records
- Stone Blue (1998), Blue Note – z Joyous Lake
- Fire Dance (1998), Mythos
- Comin’ and Goin’: Exit & the Return (1999)
- First Light (1999), 32 Jazz – album kompilacyjny z Joyous Lake i Starbright
- Impressions (1999), Camden
- Givin’ Away the Store, Vol. 3 (2000), 32 Jazz
- The Philadelphia Experiment The Philadelphia Experiment (2001), Ropeadope
- Live at Yoshi’s (2001), Blue Note
- Think Tank (2003), Blue Note
- Timeless Pat Martino (2003), Savoy Jazz
- Starbright/Joyous Lake (2006), Collectables
- Remember: A Tribute to Wes Montgomery (2006), Blue Note